# 赤松パーキングエリア
赤松パーキングエリア（あかまつパーキングエリア）は、兵庫県神戸市北区長尾町上津にある中国自動車道のパーキングエリア。

## 概要
1988年7月に西宮名塩SAができるまではガソリンスタンドが設置されていた。また、この頃に下り線のPAは上り線と向かい合う位置から400mほど西に移設されており、移設後は敷地の一部が三木市にまたがるようになった。
上り線エリアが、2014年（平成26年）12月24日午前7時30分に「モテナス」としてリニューアルオープンしたことにより、上下線エリアともに「モテナス」のブランド化がされた。
2022年（令和4年）3月15日をもって下り線のコンビニエンスストア「デイリーヤマザキ」の営業が終了した。

## 道路
- 中国自動車道

## 施設

### 上り線（大阪・京都方面）
- 駐車場
  - 大型23台
  - 小型89台
  - 2輪 8台
  - トレーラー 4台
- トイレ
  - 男性 大8（和式1・洋式7）・小21
  - 女性 35（和式2・洋式33）
  - 車椅子用 1
- スナック（西日本高速道路リテール株式会社、7:30-20:30）
- ショッピング（西日本高速道路リテール株式会社、7:30-20:30）
- 自動販売機
- 赤松やさい村（生鮮野菜直売）
- 携帯電話充電器（7:30-20:30）

### 下り線（舞鶴・広島方面）
- 駐車場
  - 大型39台
  - 小型98台
  - 2輪 8台
  - トレーラー 4台
- トイレ
  - 男性 大8（和式1・洋式7）・小26
  - 女性 35（和式2・洋式33）
  - 車椅子用 1

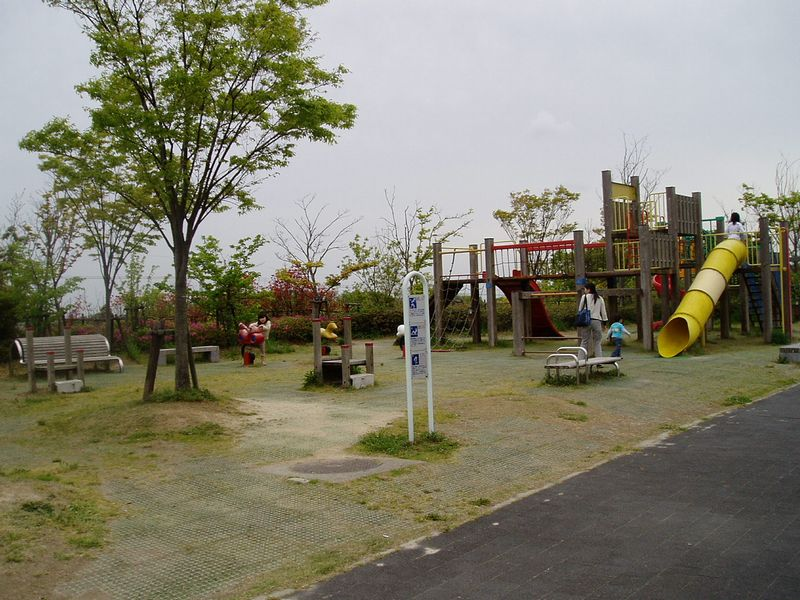
子供用遊具も設置されている

- スナック・フードコート（西日本高速道路リテール株式会社、6:00-21:00）
- ショッピング（西日本高速道路リテール株式会社、6:00-22:00）
- 自動販売機
- 宅配サービス（7:30-20:00）
- バス乗務員休憩室（6:00-20:00）

## 隣
E2A 中国自動車道
(5-2) 神戸三田IC - 赤松PA - (6) 吉川JCT